# Catolaccus cyanoideus
Catolaccus cyanoideus är en stekelart som beskrevs av Burks 1954. Catolaccus cyanoideus ingår i släktet Catolaccus och familjen puppglanssteklar. Inga underarter finns listade.